# Giardino Bruno Munari
Il giardino Bruno Munari è un'area verde di Milano, sita nella zona settentrionale della città.
Realizzata nel 2005 e dedicata al designer Bruno Munari, ha una superficie di 9 100 m².